# Région Huatesca Baja
La région Huatesca Baja est l'une des 10 régions administratives de l'État de Veracruz, au Mexique, et est localisée dans sa partie nord, au bord du golfe du Mexique. Limitrophe à l'ouest de l'État de Puebla, elle tire son nom du peuple des Huaxtèques, qui habite la région depuis la période préhispanique. Une région géographique porte également ce nom, la Huasteca, qui couvre une surface plus vaste, mais n'a pas de rôle administratif.

## Géographie
Cette région confine à l'est au golfe du Mexique, et à l'ouest au sein de la chaîne de montagnes de la Sierra Madre orientale, qui se développe essentiellement dans l'État de Puebla, à l'ouest. Elle comprend au sud une partie du bassin versant du fleuve Río Tuxpan et au nord-ouest une partie de bassin versant du fleuve Río Pánuco. Elle est limitrophe au sud de la région Totonaca et au nord de la région Huatesca Alta. D'une superficie de 7076 km2, elle était peuplée en 2010 de 549 016 habitants.
Elle est administrativement formée des 18 municipalités suivantes :
- Benito Juárez (6)
- Cerro Azul (17)
- Citlaltépetl (15)
- Chicontepec (9)
- Chontla (11)
- Huayacocotla (1)
- Ilamatlán (2)
- Ixcatepec (8)
- Ixhuatlán de Madero (10)
- Tancoco (16)
- Castillo de Teayo (14)
- Álamo Temapache (13)
- Tepetzintla (12)
- Texcatepec (4)
- Tlachichilco (7)
- Tuxpan (18)
- Zacualpan
- Zontecomatlán de López y Fuentes

Régions de Veracruz, la région Huasteca Baja porte le n°2
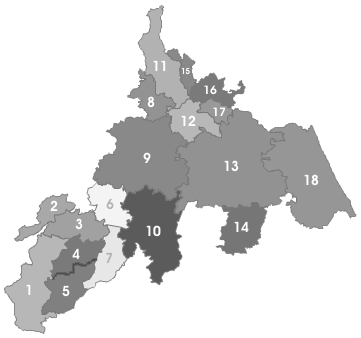
Municipalités de la région Huasteca Baja